# Mat (auteur)
 (janvier 2016).
Si vous disposez d'ouvrages ou d'articles de référence ou si vous connaissez des sites web de qualité traitant du thème abordé ici, merci de compléter l'article en donnant les références utiles à sa vérifiabilité et en les liant à la section « Notes et références ».
Mat (né Marcel Turlin le 19 octobre 1895 à Paris et décédé le 29 septembre 1982 à Nantes) est un auteur de bande dessinée et illustrateur français.

## Biographie
Marcel Turlin, plus connu sous le surnom de Mat, naît le 19 octobre 1895 à Paris. Orphelin de père et de mère, il est élevé par sa grand-mère maternelle et doit travailler dès son adolescence. Après divers métiers, comme apprenti lithographe ou dessinateur en broderie, il est mobilisé et participe à la Première Guerre mondiale. Envoyé dans les tranchées, il en sort gazé et fait plusieurs séjours dans les hôpitaux. Il œuvre un temps dans une maison d'édition de luxe des Grands Boulevards, puis comme illustrateur technique aux usines d'aviation Bellanger à Levallois. Parallèlement, il signe ses premiers dessins d'humour dans Le Carnet de la semaine (1917-1918) et dans Le Pays (1919-1920).
En 1921, il entre au Canard enchaîné. Dans les années 1920 et 1930, il multiplie ses collaborations dans de nombreux magazines et publie dans L'Œuvre, L'Aéro, L'Écho des Sports, L'Humanité, Le Journal Amusant, Le Rire, Le Pélican, Le Petit Parisien, Le Matin, Le Petit Journal, Paris-Soir, L'Intransigeant, Le Sport qui pique, Gringoire, Vasco, Dimanche illustré, L'Os à Moelle, Les Échos, Vivre, L'Ingénu, Marianne, L'Almanach National et dans diverses publications des éditions Offenstadt.
Si l'on excepte Les Joyeux Petits Lustucru, un récit en images publié au début des années 1920, il fait ses véritables débuts dans la bande dessinée en 1930. Cette année-là, il donne naissance à Pitchounet, fils de Marius dans Ric et Rac (albums à la Société parisienne d'édition (SPE), 1934-1939). Pour ce même périodique, il réalise Monsieur Soupolait, de 1938 à 1940. De 1934 à 1942, toujours pour la SPE, il conçoit de multiples personnages et séries comme César-Napoléon Rascasse (dans des publications comme l'Intrépide, Hardi !, l'Épatant, Junior et en recueils) ; Laurel et Hardy (scénarisé par Jean Frick, dans Cri-Cri, Boum !, L'As, Le Petit Illustré et en recueils) ; Les Aventures fantastiques du professeur Soupe, Monsieur Godichard, Monsieur Toufou, Nestor Labiscotte et son chien Pouic, Les Mésaventures d'Arsène inventeur et génie méconnu et Le Professeur Salsifi dans Junior; Le Trappeur d'anchois et Baby Pancrace athlète complet dans L'Épatant; Teddy Mops, ennemi public n°1 dans L'As… Sans oublier Oscar le petit canard, bande dessinée apparue en 1941 dans Fillette. Durant la Seconde Guerre mondiale, il se contente de réaliser quelques ouvrages inédits à la SPE et aux Éditions de l'Âme française. Il collabore également  au seul illustré pour la jeunesse paraissant en zone occupée Le Téméraire, un journal propageant ouvertement les idées de l'occupant.
De 1945 à 1962, il se lance à nouveau dans une production intensive. On le retrouve dans Vaillant (Les Aventures de Biquet et Plouf, 1945), Wrill (Porcinet, le cochon de lait, Les Farces de Tutur et Tatave et Le Professeur Bigoudi, 1945-1949), Cap'taine Sabord (Les Formidables Exploits de Nestor le corsaire, 1947), France-Soir Jeudi (Youpla le joyeux kangourou, 1946), Fillette (reprise d' Oscar le petit canard à partir de 1946 ; albums à la SPE), Junior (Les Extraordinaires Aventures du professeur Nénufar, 1947), Fantasia (nouvelles aventures de Monsieur Soupolait), Pic et Nic (Papa Laglobule, Le joyeux vagabond, 1947). Coq hardi (Baby Baluchon, athlète complet, à partir de 1947), le Journal des Pieds Nickelés (Le Père Latignasse, Le Joyeux Clochard, 1948-1949), Baby Journal (Boubou le petit éléphant, 1948), Cricri Journal (suite de Bambou et Fanfan le petit ours blanc, 1949), Le Film complet (Les Aventures de Filmette, 1950-1951) et dans L'Épatant (Les Aventures préhistoriques de Tétar-Zan, sur un scénario de Lortac, 1951).
De 1952 à 1960, pour les éditions Rouff, il réalise trois séries d'albums, intitulées Bamboula, Bouclette, et Viviane). 
Les Aventures de Bamboula mettent en scène personnage facétieux correspondant au cliché du nègre aux pommettes rondes, au nez épaté et aux grosses lèvres rouges et parlant « petit nègre »  qui se retrouve en France métropolitaine après s'être caché dans la soute d’un avion. L'auteur se revendique non raciste, bien que tournant en dérision de façon taquine Bamboula. 
Il est également l'auteur de neuf recueils de Charlot (scénario de Montaubert), dessinés en alternance avec Pierre Lacroix et Jean-Claude Forest (éditions SPE), de Tonton Miroton (dans Fillette, 1952-1953), de Doudou, Ninette et Minou (dans Jocko et Pousticket, 1955-1956) et de Kid Poiplum (dans Ima, 1956-1957). Jusqu'en 1976, il officie dans plusieurs périodiques de la SPE, avec différentes reprises ou créations comme Charlot, Pitchounet, Oscar le canard, La Famille Mirliton, Bob Roll Mops, Doudou enfant terrible, Le Père Latignasse, Le Brigadier Sagace et Spa-Râ-Drâh, L'Hercule de la préhistoire (sa dernière création, 1967).
Cette longue énumération donne un aperçu de la diversité de l'œuvre de Mat. Spécialisé dans l'humour, le loufoque, il laisse derrière lui plusieurs milliers de planches, traitées dans un style rond, simple et efficace, parmi lesquelles se distinguent celles consacrées aux personnages de César-Napoléon Rascasse, de Pitchounet, d'Oscar le petit canard.
Le festival d'Angoulême 1980 lui consacre une exposition rétrospective,.
L'éditeur De Varly débute en 2017 la réédition de l'ensemble de l’œuvre de Mat[réf. souhaitée].
Toutefois, l'éditeur renonce à rééditer Les Aventures de Bamboula série nourrie de clichés coloniaux devant les protestations de personnalités comme le producteur radio Claudy Siar,.